# ستيفن فوستر (لاعب كرة قدم)
ستيفن فوستر (بالإنجليزية: Stephen Foster)‏ (10 سبتمبر 1980 في المملكة المتحدة - ) هو لاعب كرة قدم بريطاني في مركز الدفاع. لعب مع نادي بارنسلي ونادي بيرنلي ونادي ترانمير روفرز لكرة القدم ونادي كرو ألكساندرا.

## وصلات خارجية
- ستيفن فوستر على موقع قاعدة بيانات كرة القدم.إي يو (الإنجليزية)
- ستيفن فوستر على موقع قاعدة بيانات كرة القدم.إي يو (الإنجليزية)
- ستيفن فوستر على موقع Soccerbase.com (لاعب) (الإنجليزية)